# Pico Truchas
O Pico Truchas (em inglês Truchas Peak ou mais precisamente South Truchas Peak), é a segunda montanha mais alta do Novo México. Atinge no topo 3993 m de altitude. Geograficamente faz parte dos Montes Sangre de Cristo, sendo porém mais baixo que o Blanca Peak, no Colorado e que o Pico Wheeler, o monte mais alto do Novo México.
Fica 42 km a nordeste de Santa Fe, na parte norte do estado.
A montanha é na realidade um pequeno maciço orientado na direção norte-sul com quatro picos identificáveis, chamados North Truchas Peak, Middle Truchas Peak, "Medio Truchas Peak" (nome não oficial), e South Truchas Peak, sendo este último o mais alto. Dos três menos altos, só o North Truchas Peak, (3970 m) tem suficiente proeminência topográfica (c. 200 m) para se considerar como pico independente. O maciço forma uma divisória de águas entre o rio Grande e o rio Pecos.